# Дейл, Иэн Энтони
И́эн Э́нтони Дейл (англ. Ian Anthony Dale, род. 3 июля 1978, Сент-Пол, Миннесота) — американский актёр. Получил известность благодаря исполнению ролей Дэвиса Ли в телесериале «Поверхность», Аватара Гамма в телесериале «Зачарованные», а также Адама Носимури в телесериале «Гавайи 5.0».

## Ранние годы
Родился в американском городе Сент-Пол (Миннесота), учился в городе Мадисон (Висконсин). Имеет японские, французские и английские корни.

## Карьера

### В кино
В 2004 году Дейл сыграл вместе с такими актёрами как Берни Мак, Анджела Бассетт, Крис Нот в фильме «Мистер 3000». Следующей ролью стала эпизодическая роль инструктора персонажей Джека Николсона и Моргана Фримена в фильме 2007 года «Пока не сыграл в ящик».
Затем была небольшая роль в фильме 2009 года «Мальчишник в Вегасе» и в независимом фильме Lollipops того же года. В 2010 году сыграл роль Кадзуи Мисимы в фильме «Теккен», а также снялся в фильме Flying Lessons. Наиболее известной его ролью стала роль в короткометражном фильме Кевина Танчароена «Смертельная битва: Перерождение».

### На телевидении
Первой ролью Дейла на телевидении стало появление в эпизоде телесериала «Криминальные гонки». Затем были роли в телесериалах «Ангел», «Военно-юридическая служба», «Лас-Вегас», «Зачарованные», «24 часа», «C.S.I.: Место преступления», «Мыслить как преступник», «Кукольный дом» и «Детектив Раш».
К наиболее заметным ролям на телевидении можно отнести роль Дэвиса Ли в телесериале «Поверхность» и роль детектива Кристофера Чоя в телесериале «Новый день». Оба сериала транслировались лишь один сезон и продолжений не имели.
Одной из самых известных ролей Дейла стала роль в драматическом телесериале телеканала NBC «Событие», премьера которого состоялась осенью 2010 года. После его закрытия актёр получил второстепенную роль Адама Ношимури в сериале «Гавайи 5.0», в 2017 года актёр вошёл в основной актёрский состав сериала.

## Фильмография
| Год       |     | Русское название                    | Оригинальное название          | Роль                           |
| --------- | --- | ----------------------------------- | ------------------------------ | ------------------------------ |
| 2002      | с   | Криминальные гонки                  | Fastlane                       | Джексон Юй                     |
| 2003      | с   | Ангел                               | Angel                          | вампир под кайфом              |
| 2003      | с   | Военно-юридическая служба           | JAG                            | Брэд Оуэнс                     |
| 2003—2010 | с   | C.S.I.: Место преступления          | CSI: Crime Scene Investigation | Лон Роуз / Трей Бакман         |
| 2004      | тф  | —                                   | The Break                      | Кавика                         |
| 2004      | с   | Лас-Вегас                           | Las Vegas                      | Джонатан Там                   |
| 2004      | ф   | Мистер 3000                         | Mr 3000                        | Фукуда                         |
| 2004      | с   | Гавайи                              | Hawaii                         | лейтенант Робертсон            |
| 2004      | с   | —                                   | Second Time Around             | Сэм Чан                        |
| 2004—2005 | с   | Зачарованные                        | Charmed                        | Аватар Гамма                   |
| 2005      | с   | Северный берег                      | North Shore                    | Гарретт Хайнс                  |
| 2005—2006 | с   | Поверхность                         | Surface                        | Дэвис Ли                       |
| 2006      | кор | Городская компания                  | Company Town                   | н/д                            |
| 2006—2007 | с   | Новый день                          | Day Break                      | детектив Кристофер Чой         |
| 2006—2009 | с   | Мыслить как преступник              | Criminal Minds                 | детектив Оуэн Ким              |
| 2007      | с   | Без следа                           | Without a Trace                | Дэвид Квон                     |
| 2007      | с   | Кости                               | Bones                          | коммандер Джеймс Адамс         |
| 2007      | с   | 24 часа                             | 24                             | Чжоу Юн                        |
| 2007      | с   | Детектив Раш                        | Cold Case                      | Рэй Такахаси в 1942—1945 годах |
| 2007      | ф   | Пока не сыграл в ящик               | The Bucket List                | инструктор                     |
| 2009      | с   | C.S.I.: Место преступления Нью-Йорк | CSI: NY                        | Эллис Пак                      |
| 2009      | с   | Кукольный дом                       | Dollhouse                      | Джек Данстон                   |
| 2009      | ф   | Мальчишник в Вегасе                 | The Hangover                   | первый китаец                  |
| 2009      | с   | C.S.I.: Место преступления Майами   | CSI: Miami                     | Эван Уилкокс                   |
| 2009      | кор | —                                   | Lollipops                      | детектив Джонс                 |
| 2010      | ф   | Уроки полёта                        | Flying Lessons                 | Лэнс                           |
| 2010      | с   | Травма                              | Trauma                         | Энди Ву                        |
| 2010      | ф   | Теккен                              | Tekken                         | Кадзуя Мисима                  |
| 2010      | кор | Смертельная битва: Перерождение     | Mortal Kombat: Rebirth         | Хандзо Хасаши / Скорпион       |
| 2010—2011 | с   | Событие                             | The Event                      | Саймон Ли                      |
| 2011      | с   | Свободные агенты                    | Free Agents                    | доктор Ху                      |
| 2011      | с   | Чёрная метка                        | Burn Notice                    | Ксавьер                        |
| 2011—2013 | с   | Смертельная битва: Наследие         | Mortal Kombat: Legacy          | Хандзо Хасаши / Скорпион       |
| 2011—2020 | с   | Гавайи 5.0                          | Hawaii Five-0                  | Адам Носимури                  |
| 2012      | ки  | —                                   | Sleeping Dogs                  | Рики                           |
| 2012      | с   | Менталист                           | The Mentalist                  | детектив Натаниэль Ким         |
| 2012      | ки  | —                                   | Call of Duty: Black Ops II     | мультиплеер                    |
| 2012—2013 | с   | Доктор Эмили Оуэнс                  | Emily Owens, M.D               | доктор Кайл Путнам             |
| 2013      | с   | Американская история ужасов         | American Horror Story          | доктор Дэвид Жонг              |
| 2014      | тф  | Делириум                            | Delirium                       | Лиам                           |
| 2014—2015 | с   | Зои Харт из южного штата            | Hart Of Dixie                  | доктор Генри Далтон            |
| 2014—2016 | с   | Убийство первой степени             | Murder in the First            | Джим Кото                      |
| 2015      | ки  | —                                   | Battlefield Hardline           | вор                            |
| 2016      | ф   | XOXO                                | XOXO                           | Андерс                         |
| 2016      | ф   | Во всём виноват енот                | Wakefield                      | Бен Джекобс                    |
| 2017      | ф   | —                                   | Unspoken: Diary of an Assassin | н/д                            |
| 2017—2018 | с   | Спасение                            | Salvation                      | Харрис Эдвардс                 |
| 2020      | с   | Частный детектив Магнум             | Magnum, P.I.                   | Адам Носимури                  |
| 2020      | ф   | —                                   | 38 Minutes                     | Ноа                            |
| 2020—2021 | с   | Всем встать                         | All Rise                       | Луис Браво                     |
| 2021—2022 | с   | Ходячие мертвецы                    | The Walking Dead               | Томи                           |